# M7 (Belarus)
Die M 7 ist eine Fernstraße in Belarus. Sie zweigt bei Pjarschai von der M 6 ab und führt zur litauischen Grenze bei Medininkai. Somit ist sie Teil der Straßenverbindung Minsk – Vilnius und der Europastraße 28 (Berlin – Danzig – Kaliningrad – Vilnius – Minsk).

## Verlauf
| 0 km  | M 6 bei Pjarschai                            |
|       | Abzweigung nach Harodski                     |
|       | Krewa                                        |
| 69 km | Aschmjany                                    |
| 94 km | Staatsgrenze zu Litauen, Fortsetzung als A 3 |